# Liste der belgischen Botschafter in Algerien
Die Liste der belgischen Botschafter in Algerien bietet einen Überblick über die Leiter der belgischen diplomatischen Vertretung in Algerien seit der Aufnahme diplomatischer Beziehungen.
| Amtszeit  | Name                     | Anmerkung |
| --------- | ------------------------ | --------- |
| 1962–1964 | Edouard Longerstaey      |           |
| 1964–1967 | Frans Willens            |           |
| 1967–1969 | André L. de Vogelaere    |           |
| 1969–1973 | Paul Denis               |           |
| 1974–1977 | Victor Nys               |           |
| 1977–1982 | Robert Guillot-Pingue    |           |
| 1982–1986 | Maurice Vaisiere         |           |
| 1986–1990 | André Adam               |           |
| 1990–1993 | Dirk Lettens             |           |
| 1993–1995 | Michel Carlier           |           |
| 1995–1997 | Johan Maricou            |           |
| 1997–1999 | Francis Ronse            |           |
| 1999–2001 | Charles Ghislain         |           |
| 2001–2004 | Philippe Colyn           |           |
| 2004–2008 | Baudouin Vanderhulst     |           |
| 2008–2012 | Christiaan Van Driessche |           |
| 2012–2016 | Frédéric Meurice         |           |
| 2016–2020 | Pierre Gillon            |           |
| 2020–2024 | Alain Leeoy              |           |
| 2024–     | Jean Jacques Quairitat   |           |